# Sticherus
Sticherus – rodzaj paproci z rodziny glejcheniowatych (Gleicheniaceae). Zalicza się do niego około 87–95 gatunków, występujących głównie w strefie równikowej oraz na półkuli południowej. Największe zróżnicowanie gatunków jest w tropikach Ameryki Południowej i Środkowej, gdzie występują 54 gatunki. W Afryce rośnie kilka gatunków, w Malezji – 16 (do Chin na północy sięga już tylko jeden), 9 na wyspach Oceanii w strefie tropikalnej, 6 w Australii i Nowej Zelandii, 5 w Chile.

## Morfologia

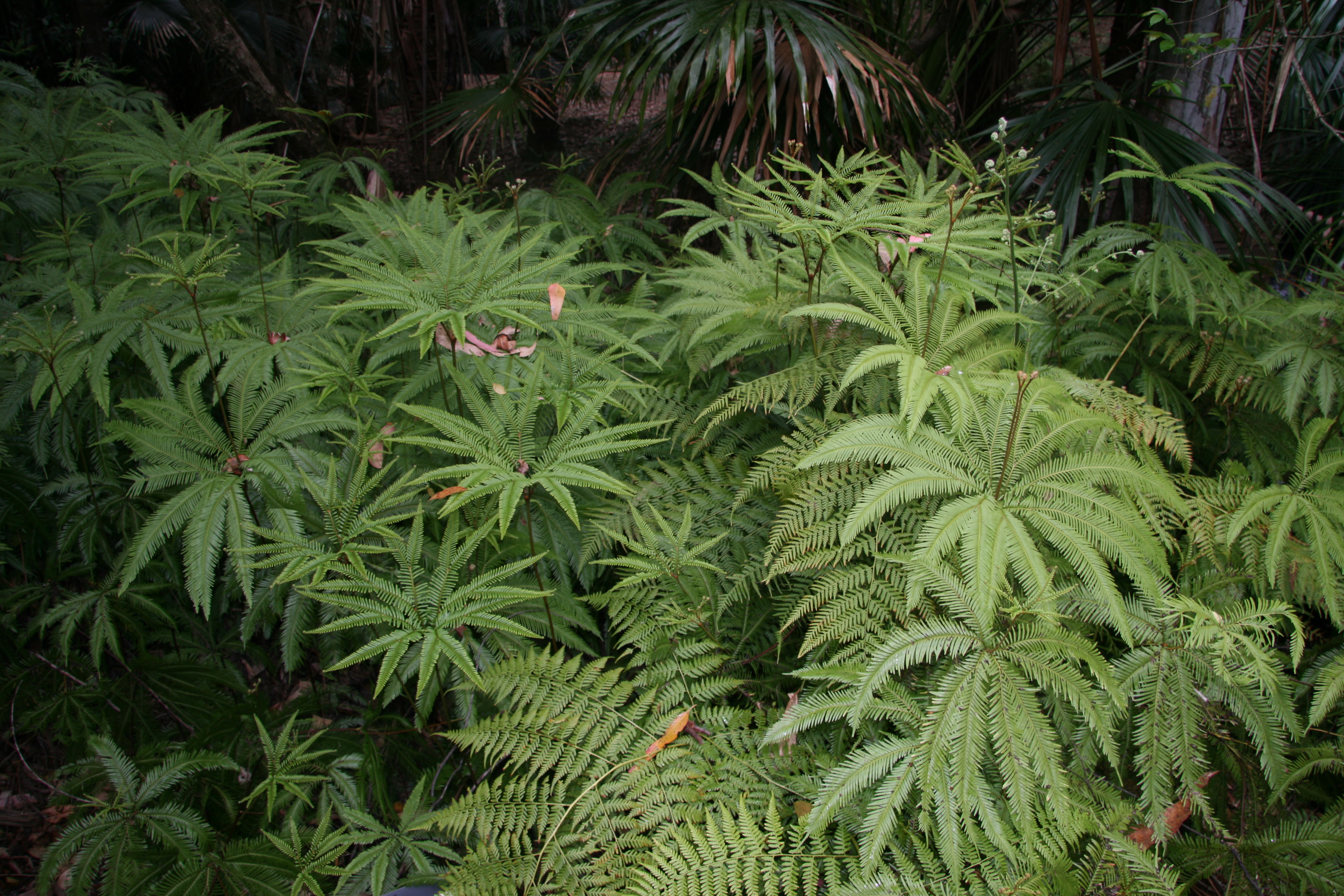
Sticherus flabellatus

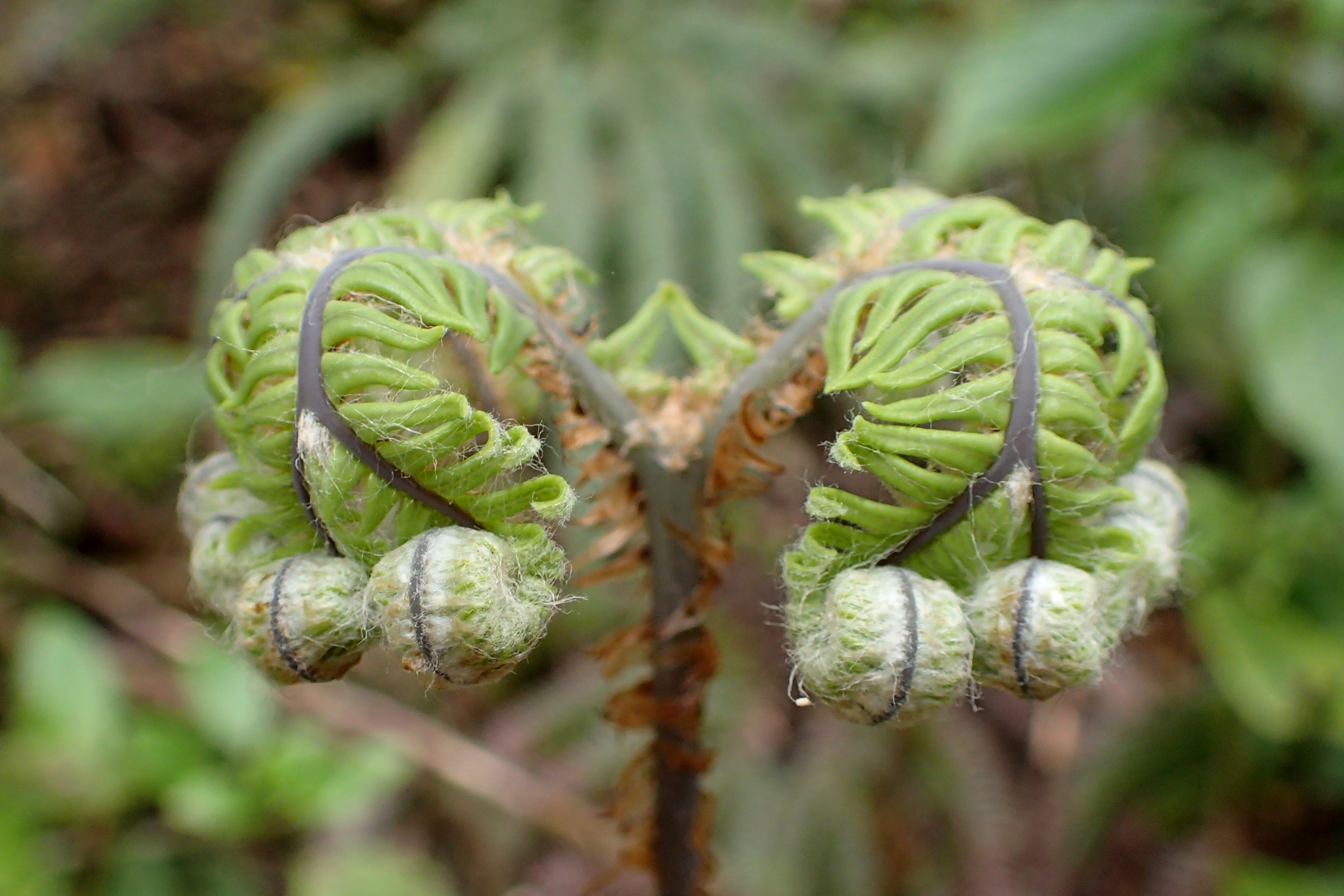
Rozwijający się, pseudodychotomiczny liść Sticherus cunninghamii

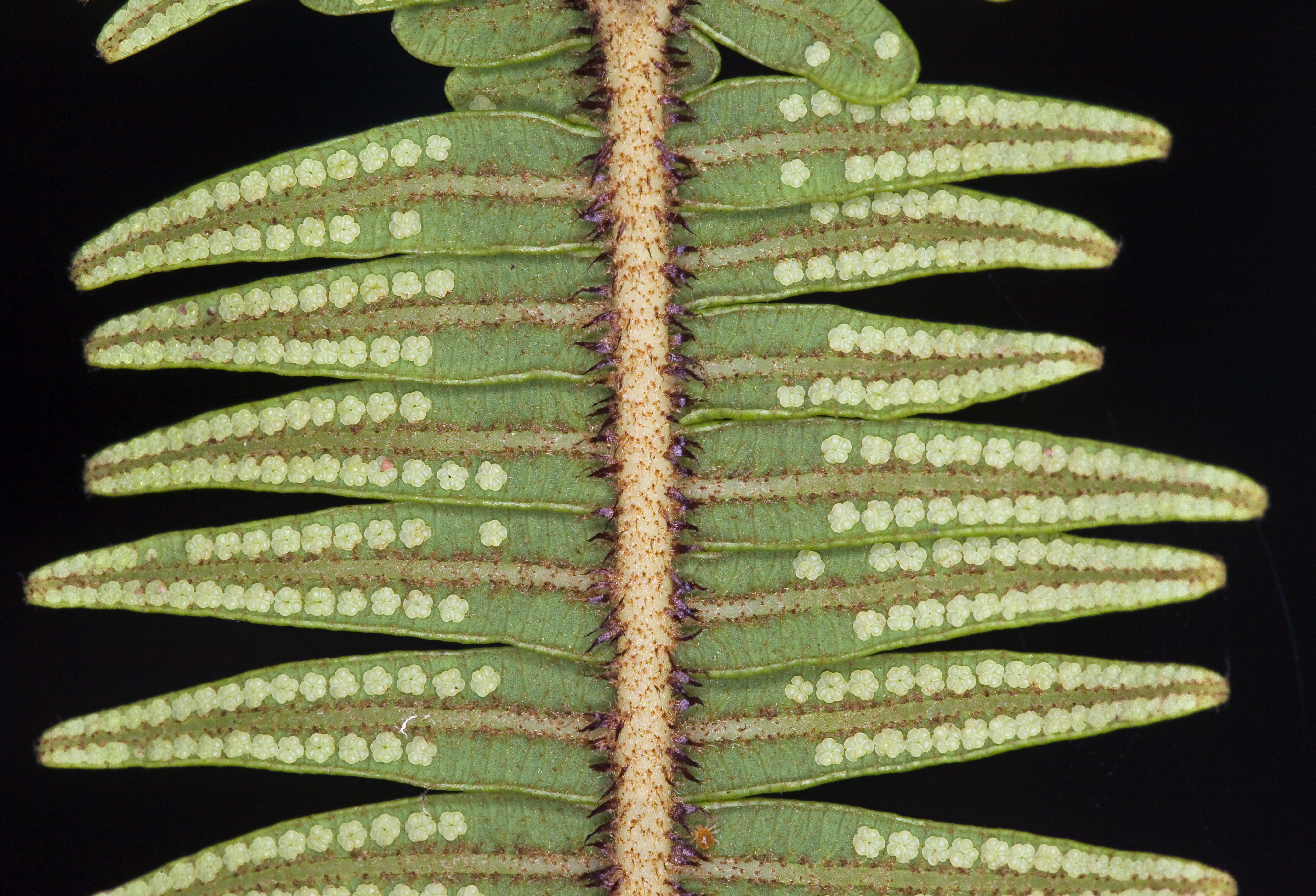
Fragment spodniej strony liścia Sticherus owhyhensis

PokrójPaprocie naziemne, o płożących, długich i okrytych łuskami kłączach, z wyrastającymi z nich pojedynczo, wzniesionymi liśćmi.
LiścieOś liścia pokryta łuskami frędzlowato orzęsionymi na brzegach, włoskami gwiazdkowatymi lub naga. Blaszka liściowa pierzasto podzielona lub z pączkiem szczytowym zamierającym i rozwidlająca się w efekcie pseudodychotomicznie. Odcinki liścia występują w rzędach wzdłuż wszystkich jego rozgałęzień. Od centralnej wiązki przewodzącej w poszczególnych odcinkach odchodzą żyłki boczne z reguły pojedynczo, widlasto rozgałęzione.
ZarodnieSiedzące, skupione po 3–5 (rzadko 2 lub 6) w kupki bez zawijki. Kupki powstają w pojedynczych rzędach po obu stronach centralnej żyłki przewodzącej odcinków liścia, odsunięte od brzegu liścia.

## Systematyka
Wykaz gatunków
- Sticherus albus J.Gonzales

Płat Sticherus quadripartitus

- Sticherus arachnoideus Østerg. & B.Øllg.
- Sticherus aurantiacus Østerg. & B.Øllg.
- Sticherus bifidus (Willd.) Ching
- Sticherus blepharolepis (Sodiro) Ching
- Sticherus bolanicus (Rosenst.) Copel.
- Sticherus boliviensis (Maxon & C.V.Morton) J.Gonzales
- Sticherus brackenridgei (E.Fourn.) H.St.John
- Sticherus brassii (C.Chr.) Copel.
- Sticherus brevitomentosus Østerg. & B.Øllg.
- Sticherus brittonii (Maxon) Nakai
- Sticherus chocoensis J.Gonzales
- Sticherus compactus (Christ) Nakai
- Sticherus cryptocarpus (Hook.) Ching
- Sticherus cubensis (Underw.) J.Gonzales
- Sticherus cundinamarcensis (Hieron.) Nakai
- Sticherus cunninghamii (Heward ex Hook.) Ching
- Sticherus decurrens (Raddi) J.Gonzales
- Sticherus erectus (C.Chr.) Copel.
- Sticherus farinosus (Kaulf.) Ching
- Sticherus ferrugineus (Desv.) J.Gonzales
- Sticherus flabellatus (R.Br.) H.St.John
- Sticherus flagellaris (Bory ex Willd.) Ching
- Sticherus fulvus (Desv.) Ching
- Sticherus furcatus (L.) Ching
- Sticherus fuscus J.Gonzales
- Sticherus gnidioides (Mett.) Nakai
- Sticherus gracilis (Mart.) Copel.
- Sticherus hastulatus (Rosenst.) Nakai
- Sticherus hirtus (Blume) Ching
- Sticherus hispidus (Mett.) Copel.
- Sticherus holttumii L.V.Lima & Salino
- Sticherus hooglandii (Holttum) Perrie
- Sticherus hypoleucus (Sodiro) Copel.
- Sticherus impressus (Parris) Parris
- Sticherus interjectus (Jermy & T.G.Walker) J.Gonzales
- Sticherus intermedius (Baker) Chrysler
- Sticherus jacha J.Gonzales
- Sticherus jamaicensis (Underw.) Nakai
- Sticherus lanosus (Christ) J.Gonzales
- Sticherus lanuginosus (Moric. ex Fée) Nakai
- Sticherus lechleri (Mett.) Nakai
- Sticherus × leonis (Maxon) J.Gonzales
- Sticherus lepidotus (R.A.Rodr.) R.A.Rodr. & Ponce
- Sticherus littoralis (Phil.) Nakai
- Sticherus lobatus N.A.Wakef.
- Sticherus loheri (Christ) Copel.
- Sticherus longipinnatus (Hook.) Ching
- Sticherus maritimus (Hieron.) Nakai
- Sticherus melanoblastus (Alston) Østerg. & B.Øllg.
- Sticherus milnei (Baker) Ching
- Sticherus montaguei (Compton) Nakai
- Sticherus moyobambensis J.Gonzales
- Sticherus nervatus J.Gonzales
- Sticherus nigropaleaceus (J.W.Sturm) J.Prado & Lellinger
- Sticherus nudus (Moritz ex Reichardt) Nakai
- Sticherus oceanicus (Kuhn) Ching
- Sticherus orthocladus (Christ) Chrysler
- Sticherus ovatus J.Gonzales
- Sticherus owhyhensis (Hook.) Ching
- Sticherus pallescens (Mett.) Vareschi
- Sticherus peruvianus (Maxon) A.R.Sm., M.Kessler & J.Gonzales
- Sticherus pruinosus (Mart.) Ching
- Sticherus × pseudobifidus (Jermy & T.G.Walker) J.Gonzales
- Sticherus pseudoscandens (Alderw.) Copel.
- Sticherus pteridellus (Christ) Copel.
- Sticherus pulcher Copel.
- Sticherus quadripartitus (Poir.) Ching
- Sticherus reflexipinnulus (C.Chr.) Copel.
- Sticherus remotus (Kaulf.) Chrysler
- Sticherus retroflexus (J.Bommer) Copel.
- Sticherus revolutus (Kunth) Ching
- Sticherus rubiginosus (Mett.) Nakai
- Sticherus rufus J.Gonzales
- Sticherus salinoi L.V.Lima
- Sticherus simplex (Desv.) Ching
- Sticherus squamosus (Fée) J.Gonzales
- Sticherus squamulosus (Desv.) Nakai
- Sticherus strictissimus (Christ) Copel.
- Sticherus × subremotus (Jermy & T.G.Walker) J.Gonzales
- Sticherus tahitensis (Copel.) H.St.John
- Sticherus tener (R.Br.) Ching
- Sticherus tepuiensis A.R.Sm.
- Sticherus tomentosus (Cav. ex Sw.) A.R.Sm.
- Sticherus truncatus (Willd.) Nakai
- Sticherus umbraculifer (Kunze) Ching
- Sticherus underwoodianus (Maxon) Nakai
- Sticherus urceolatus M.Garrett & Kantvilas
- Sticherus velatus (Kunze) Copel.
- Sticherus vestitus (Blume) Ching